# Ziua independenței (roman)
Ziua independenței (1996) (titlu original Independence Day) reprezintă novelizarea scrisă de Stephen Molstad după scenariul filmului omonim scris de Roland Emmerich și Dean Devlin și lansat în același an de 20th Century Fox.

## Intriga
Pe data de 2 iulie 1999, o gigantică navă-mamă extraterestră intră pe orbită în jurul Pământului și eliberează 36 de farfurii zburătoare, care se plasează deasupra marilor orașe ale planetei. David Levinson descoperă că semnalul folosit de extratereștri pentru a bruia comunicațiile terestre prin satelit conține în el o numărătoare inversă, despre care presupune că e menită să coordoneze atacul celor 36 de nave. Împreună cu tatăl său, Julius, merge la Casa Albă și îl avertizează pe președintele S.U.A., Thomas J. Whitmore, despre pericol, îmbarcându-se cu toții pe Air Force One, în timp ce navele extraterestre distrug orașele {[Washington]], New York, Los Angeles, Tokyo, Paris și altele cu arme energetice.
Între timp, căpitanul Steven Hiller este chemat să ia parte la un contraatac împotriva extratereștrilor, dar rachetele lor se opresc în câmpul de forță care înconjoară navele. Escadronul este împrăștiat de navele extraterestre iar baza de unde fuseseră lansate este distrusă. Hiller scapă și chiar reușește să doboare o navă inamică, luând prizonier un extraterestru. Recuperat din deșert de un grup de refugiați din care face parte Russell Casse - un alcoolic care susține că fusese răpit de extratereștri cu zece ani în urmă - Hiller ajunge la Zona 51, destinația pentru care optase și Air Force One, odată ce sediul {[NORAD]] fusese distrus. Spre surprinderea tuturor, aici este descoperit un proiect secret care se ocupă de nava prăbușită la Roswell în 1947, astfel încât facilitățile de aici le permit să interogheze extraterestrul capturat. De la el află că invadatorii călătoresc de pe o planetă pe alta, epuizând resursele fiecăreia înainte de a merge mai departe.
Armele nucleare se dovedesc neputincioase în fața invadatorilor și omenirea pare condamnată la exterminare. Însă, pe 4 iulie, David concepe un plan prin care vrea să folosească OZN-ul capturat la Roswell pentru a se infiltra în nava-mamă și a o virusa, întrerupând astfel câmpul de forță din jurul navelor și dând posibilitatea rachetelor pământene să lovească inamicii. El pleacă împreună cu Hiller, iar misiunea lor este încununată de succes. Odată ce nava lor se conectează la nava-mamă, virusul își face efectul iar câmpurile de forță se prăbușesc. Ofensiva sincronizată a avioanelor de pe întreg globul reușește astfel să doboare navele rămase fără apărare. În final, cei doi eroi lansează o rachetă nucleară în interiorul navei-mamă și reușesc să evadeze în ultima clipă. Amenințarea extraterestră este îndepărtată și ziua de 4 iulie devine o sărbătoare mondială.

## Filmul
În timp ce promova în Europa filmul Stargate, lui Emmerich i-a venit ideea care a stat la baza "Zilei independenței" în timp ce completa un chestionar legat de propria părere despre existența extratereștrilot. El și Devlin au decis să folosească un atac pe scară largă, dându-și seama că extratereștrii din majoritatea filmelor cu invazii călătoresc pe distanțe lungi în spațiul cosmic doar pentru a rămâne ascunși atunci când ajung pe Pământ. Primele imagini au fost filmate în iulie 1995 în New York, iar pelicula a fost încheiată oficial pe 20 iunie 1996.
Programat să fie lansat pe 3 iulie 1996, filmul a fost difuzat de multe cinematografe începând din seara zilei de 2 iulie, din cauza așteptărilor foarte mari ale spectatorilor. Încasările filmului la nivel mondial au fost de 816.969.268$, ceea ce l-a plasat la un moment dat pe locul doi în topul încasărilor din toatr timpurile. La ora actuală el se situează pe locul 3 și a stat la baza revenirii în atenție a filmelor cu dezastre pe scară largă în a doua jumătate a anilor '90. Filmul, care a câștigat premiul Oscar pentru efecte vizuale, i-a avut în distribuție pe Will Smith, Bill Pullman și Jeff Goldblum.
Romanul a prezentat mai multe detalii despre personaje, situații și conceptul general decât filmul și este fidel scenariului original al peliculei, în care Russell Casse fură o rachetă și o leagă de biplanul său cu care stropea recoltele.
Succesul filmului l-a determinat pe Molstad să lanseze în februarie 1998 Independence Day: Silent Zone, o carte a cărei acțiune se petrece înaintea celei din roman, la sfârșitul anilor '60 - începutul anilor '70, și care detaliază începuturile carierei doctorului Brackish Okun.
În luna iulie a anului 1999, Molstad a scris și un al treilea roman, Independence Day: War in the Desert. Acțiunea cărții are loc înainte și în timpul Zilei independenței și se petrece în Arabia Saudită pe 3 iulie, concentrându-se asupra căpitanului Cummins și a colonelului Thompson, cei doi ofițeri din Royal Air Force care au primit mesajul în codul Morse în film.
Marvel a lansat un album de bandă desenată bazat pe aceste novelizări.